# كوايك 4
كوايك 4 (بالإنجليزية: Quake 4) هي لعبة فيديو من منظور الشخص الأول للخيال العلمي العسكري، صدرت في عام 2005، وطورت من قبل ريفن سوفتوير، وهي الجزء الرابع من سلسلة كوايك، تركز اللعبة على اللعب الفردي مقارنة بالاجزاء السابقة. تعمل على مايكروسوفت ويندوز، لينكس، ماك أو إس، إكس بوكس 360، وفي 4 أغسطس 2011 أصبحت اللعبة متوفرة على منصة ستيم.
| استقبال |                         |
| --- | ----------------------- |
| الدرجات الإجمالية المجموع نقاط غيم رانكينغز PC: 82% [ 8 ] X360: 76% [ 9 ] ميتاكريتيك PC: 81/100 [ 10 ] X360: 75/100 [ 11 ] نتائج المراجعة نشرة نقاط 1أب.كوم PC: B− [ 12 ] X360: B+ [ 13 ] يورو غيمر PC: 7/10 [ 14 ] X360: 6/10 [ 15 ] غيم ريفولوشن C+ [ 16 ] غيم سبوت PC: 8.0/10 [ 17 ] X360: 6.6/10 [ 18 ] غيم سباي PC: [ 19 ] X360: [ 20 ] غيمز رادار [ 21 ] غيم تريلرز 8.9/10 [ 22 ] آي جي إن 8.2/10 [ 23 ] فيديو غيمر.كوم 8/10 [ 24 ] |                         |
| الدرجات الإجمالية |                         |
| المجموع | نقاط                    |
| غيم رانكينغز | PC: 82% X360: 76%       |
| ميتاكريتيك | PC: 81/100 X360: 75/100 |
| نتائج المراجعة |                         |
| نشرة | نقاط                    |
| 1أب.كوم | PC: B− X360: B+         |
| يورو غيمر | PC: 7/10 X360: 6/10     |
| غيم ريفولوشن | C+                      |
| غيم سبوت | PC: 8.0/10 X360: 6.6/10 |
| غيم سباي | PC: X360:               |
| غيمز رادار | [ 21 ]                  |
| غيم تريلرز | 8.9/10                  |
| آي جي إن | 8.2/10                  |
| فيديو غيمر.كوم | 8/10                    |